# Vabriga
Vabriga, popis 1991; skupaj: 391
Vabriga (italijansko Abrega) je naselje na Hrvaškem, ki upravno spada pod občino Tar–Vabriga; le-ta pa spada pod Istrsko županijo.
Naselje leži v bližini obalne ceste, ki povezuje Vrsar s Savudrijo. Od bližnjega Tara je oddaljeno okoli 1 km. V naselju stoji cerkev iz 13. stoletja. Zgrajena je v slogu ljudske romanike. V njej sta sliki delo slikarja Zorzija Venture imenovanega Brajković iz 17. stoletja, ki je med leti 1590 do 1610 živel v Kopru.

## Demografija
| Pregled števila prebivalcev po letih | Pregled števila prebivalcev po letih | Pregled števila prebivalcev po letih | Pregled števila prebivalcev po letih | Pregled števila prebivalcev po letih | Pregled števila prebivalcev po letih | Pregled števila prebivalcev po letih | Pregled števila prebivalcev po letih | Pregled števila prebivalcev po letih | Pregled števila prebivalcev po letih | Pregled števila prebivalcev po letih | Pregled števila prebivalcev po letih | Pregled števila prebivalcev po letih | Pregled števila prebivalcev po letih | Pregled števila prebivalcev po letih |
| ------------------------------------ | ------------------------------------ | ------------------------------------ | ------------------------------------ | ------------------------------------ | ------------------------------------ | ------------------------------------ | ------------------------------------ | ------------------------------------ | ------------------------------------ | ------------------------------------ | ------------------------------------ | ------------------------------------ | ------------------------------------ | ------------------------------------ |
| 1857                                 | 1869                                 | 1880                                 | 1890                                 | 1900                                 | 1910                                 | 1921                                 | 1931                                 | 1948                                 | 1953                                 | 1961                                 | 1971                                 | 1981                                 | 1991                                 | 2001                                 |
| 229                                  | 252                                  | 297                                  | 400                                  | 487                                  | 553                                  | 529                                  | 665                                  | 561                                  | 462                                  | 357                                  | 363                                  | 364                                  | 391                                  | 392                                  |